# Pravda (film)
Pravda è un film documentario del 1969 realizzato dai cineasti del Gruppo Dziga Vertov (per questo film, Jean-Luc Godard e Jean-Henri Roger) e filmato a Praga poco dopo l'invasione della Cecoslovacchia da parte delle truppe del Patto di Varsavia nell'estate 1968, che mise fine all'esperienza di comunismo democratico definita Primavera di Praga.

## Trama
Due voci off che si chiamano Vladimir e Rosa (in riferimento a Vladimir Lenin e Rosa Luxemburg) commentano le immagini del film.
La pellicola inizia con riprese della vita quotidiana a Praga durante il tentativo di rinnovamento politico guidato da Dubček, segretario del Partito Comunista della Cecoslovacchia. Le voci off commentano negativamente sia le distorsioni del socialismo reale che quella che definiscono “occidentalizzazione” del paese.
Il commento tenta poi una critica, o autocritica, che definisce la Primavera di Praga un tradimento, “una revisione del marxismo da parte di pseudo-comunisti”. Per smascherare questa “malattia del comunismo” occorre organizzare un diverso rapporto tra le immagini e i suoni. Si prosegue con un'analisi della penetrazione occidentale in Cecoslovacchia, dei capitali americani e della cultura capitalista.
Il passo successivo consiste nel guarire la “malattia delle immagini” tramite la sovrapposizione di un suono che non sia “malato”; le immagini viste in precedenza tornano quindi sullo schermo, ma “corrette” da commenti provenienti da altra fonte, cioè l'agenzia di stampa cinese, e dalla lettura di brani classici del marxismo.
L'ultima parte del film porta più in là il lavoro su immagini e suoni; la voce di Vladimir proclama la necessità di “smontare le contraddizioni tra immagine e suono” e controllare il rapporto di produzione artistica, quindi si prende in esame in maniera critica il processo di “costruzione” del film che dovrà essere completato non da altre immagini, bensì dalla lotta di classe.
Il finale, sulle note dell'Internazionale, è un omaggio al pensiero del leader cinese Mao Zedong.

## Critica
Il direttore della televisione di Stato ceca, incontrando Jean-Luc Godard a Parigi nella primavera 1968, lo invita a riprendere il congresso del Partito Comunista della Cecoslovacchia, considerato “dissidente” dall'URSS.  Il paese è infatti nel pieno di quella fase storica che sarà poi definita “Primavera di Praga”; Dubček, il segretario generale del Partito, vuole riformare dall'interno il comunismo nella direzione che verrà poi definita “dal volto umano”.
La sezione documentale del Centro nazionale del cinema ceco è pronta a fornire assistenza alla troupe, quando improvvisamente nell'agosto 1968 le truppe del Patto di Varsavia invadono il paese, rovesciando il governo. Una casa di produzione americana, la Grove Press, mette comunque a disposizione di Godard 6000 dollari per un documento d'attualità sulla Primavera in via di normalizzazione politica, che dovrà essere intitolato Pravda (in russo, “verità”).
Nell'aprile 1969 il regista parte dunque per Praga insieme a Jean-Henri Roger, uno studente maoista di 21 anni incontrato durante un corso di cinematografia, e che sarà in seguito accreditato come uno dei primi membri del Gruppo Dziga Vertov. I due portano con sé il cineoperatore Paul Bourron, proveniente dal Gruppo Medevkin (collettivo di cinema concorrente dello Dziga Vertov).
Accompagnati da un interprete ufficiale, e sotto stretta sorveglianza, i francesi si rendono conto durante due settimane di lavoro che non è più possibile testimoniare un tentativo di riforma del marxismo in quello che immaginavano un paese sospeso tra dissidenza e filo-sovietismo. Il film mette infatti in scena contemporaneamente una critica dell'imperialismo dell'URSS e del revisionismo nei paesi del Patto di Varsavia. La sua organizzazione formale risponde allo schema dialettico Descrizione – Analisi – Autocritica al quale si aggiunge nella quarta parte Lotta. Particolarmente virulenta è la denuncia degli intellettuali dissidenti presentati come reazionari, per esempio il regista Miloš Forman emigrato negli USA e Věra Chytilová.
L'accoglienza del film da parte di pubblico e critica (generalmente viene distribuito insieme al precedente British Sounds, pure attribuibile alla coppia Godard-Roger) si può definire glaciale.